# Styckmordet i Halmstad 2002
Styckmordet i Halmstad 2002 begicks natten mellan 27-28 december 2002 i Halmstad i Sverige, då en 22-årig man från Harplinge försvann. Några dagar senare hittades ett huvud flytande i floden Nissan av en grupp lekande barn.
Kopplingar gjordes till rollspel.

### Fotnoter
1. ↑  Lars Johansson (16 april 2003). ”Man åtalad för styckmord i Halmstad”. Dagens nyheter. http://www.dn.se/nyheter/sverige/man-atalad-for-styckmord-i-halmstad/. Läst 5 februari 2014.
2. ↑  Olof Jonmyren (7 januari 2003). ”Smutskastning av alla rollspelsintresserade”. Södermanlands nyheter. Arkiverad från originalet den 24 september 2015. https://web.archive.org/web/20150924103018/http://www.sn.se/asikter/opinion/1.260991. Läst 5 februari 2014.